# Mallemort
Mallemort – miejscowość i gmina we Francji, w regionie Prowansja-Alpy-Lazurowe Wybrzeże, w departamencie Delta Rodanu.
Według danych na rok 1990 gminę zamieszkiwało 4366 osób, a gęstość zaludnienia wynosiła 155 osób/km² (wśród 963 gmin regionu Prowansja-Alpy-W. Lazurowe Mallemort plasuje się na 146. miejscu pod względem liczby ludności, natomiast pod względem powierzchni na miejscu 358.).